# Великий ритор
Вели́кий ри́тор — должность в Константинопольском патриархате, занимает второе место в иерархии архонтов, и эта должность предполагает ответственность за христианское образование. В этот чин возводились лица, «обладающие глубокими богословскими познаниями и высоким уровнем ораторского искусства». Каждый архонт в момент инвеституры должен принести клятву «защищать и распространять греческую православную веру и традицию» и, в частности, «защищать святой патриархат и его миссию». Устав гласит, что в достоинство архонта возводятся те, кто испытан в «православном христианском поведении» и «верно предан поучениям Христовым, учению, канонам, богослужению, дисциплине и посланиям Церкви».
В 2005 году патриарх Варфоломей возвел в архонты и великие риторы Константинопольского патриархата бывшего президента СССР Михаила Горбачёва. Этого отличия бывший президент был удостоен как «крещёный русский православный христианин», сыгравший решающую роль в «принятии законодательства, гарантирующего религиозную свободу в бывшем СССР».